# La Piste du Kremlin
Ne doit pas être confondu avec La Vengeance du Kremlin.
La Piste du Kremlin est le 137e roman de la série SAS, écrit par Gérard de Villiers et paru en 2000 aux éditions Malko productions.
Comme tous les SAS parus au cours des années 1990, le roman a été édité lors de sa sortie à 200 000 exemplaires en France. Le roman a de nouveau été publié en 2015 avec une page de couverture différente.
Malko est envoyé en Russie pour enquêter sur la mort d'Igor Zakayev, un homme d'affaires russe.

## Place du roman dans la série
À plusieurs reprises, Malko sera en lutte contre les manigances de Vladimir Poutine :
- La Piste du Kremlin
- Polonium 210 (SAS no 167), où le personnage de Simion Gourevitch apparaîtra de nouveau
- La Vengeance du Kremlin (SAS no 200 - parution : 2013), où on apprendra que Gourevitch était en réalité Boris Berezovsky

## Date et lieux principaux de l'action
- Date : Septembre 1999
- Lieu : principalement à Moscou.
- Les dates de l'action sont précisément bornées par des événements historiques : les attentats de septembre 1999 à Moscou relatés dans le roman ont réellement eu lieu les 9 et 13 septembre 1999 ; les noms des auteurs allégués par le Kremlin sont les noms indiqués dans le roman ; le décès de Raïssa Gorbatcheva a eu lieu le 20 septembre 1999 et ses obsèques trois jours après.

## Résumé

### Début du roman
Début septembre 1999. Igor Zakayev est un homme d'affaires russe, venu s'amuser sur la Côte d'Azur, à Monaco, mais aussi pour faire fructifier ses investissements et son évasion fiscale. Il est surveillé par cinq hommes de la CIA. Soudain un attentat a lieu : il est tué avec ses gardes du corps ; de même sont tués les agents de la CIA. Une mystérieuse femme brune, prénommée Elena, serait liée à l'affaire.
Au siège de la CIA à Langley, on veut connaître la vérité sur cet attentat : Malko est envoyé pour enquêter.

### Aventures
Malko suit les pistes de la vengeance politico-mafieuse, et notamment celle de Simion Gourevich, oligarque enrichi rapidement dans les années 1990 grâce à ses liens avec la mafia russe et la protection de la famille Eltsine. Malko est en train d'enquêter à Moscou lorsqu'un terrible attentat a lieu dans une banlieue ouvrière de la ville, tuant et blessant des centaines de personnes. Or, l'explosif utilisé, de l'hexogène, est le même que celui utilisé lors de l'attentat de Monaco. S'agit-il d'attentats organisés par les Tchétchènes, qui est l'explication officielle de Vladimir Poutine, le nouveau premier ministre de Boris Eltsine, d'attentats organisés par le FSB poutinien (services secrets ayant remplacé le KGB), ou par Simion Gourevich ? 
Malko poursuit son enquête : il tente de trouver où deux Tchétchènes, qui avaient garé le camion bourré d'explosifs pour l'attentat, ont pu se cacher. Il contacte divers intermédiaires rencontrés précédemment (cf. SAS no 123, Vengeance tchétchène) et localise les deux hommes. Il est fait prisonnier par un groupe tchétchène, et ne doit sa libération que grâce au versement d'une rançon d'un million de dollars par la CIA. Poursuivant l'enquête, il arrête les deux terroristes. Grâce à eux, il remonte la filière des donneurs d'ordre : le metteur en scène des attentats est Maxim Gogorski, chargé de la sécurité de… Simion Gourevich, qui se trouve donc bien derrière les attentats.
Malko va rendre visite à Simion Gourevich et lui explique qu'il sait tout : dès que Maxim Gogorski aura avoué, on saura la vérité. Gourevich réagit très rapidement et convoque Gogorski : il s'agit d'un piège, et Gogorski est assassiné par Elena, la maîtresse de Gourevich, déjà rencontrée en début de roman. Puis Malko intercepte Elena quelques minutes après le meurtre et lui déclare que Gourevich va la faire tuer. Quelques secondes après, la voiture d'Elena explose. Persuadée que ce que lui a dit Malko est la vérité, Elena va chez Gourevich et récupère de nombreux documents compromettants, notamment concernant les filières d'évasion d'« argent sale ». Plusieurs comptes bancaires de Gourevich sont vidés par la CIA, et Gourevich se trouve en porte-à-faux avec ses « partenaires en affaires », qui le font assassiner peu après…

### Fin du roman
On apprend alors que l'explosion de la voiture d'Elena était due à Malko et qu'il s'agissait d'une totale manipulation : Gourevich n'avait pas eu l'intention de tuer sa maîtresse ! 
Le roman se termine par les obsèques de Raïssa Gorbatcheva et l'hypothèse que le prochain président de la Russie, en mai 2000, sera Ievgueni Primakov, grâce à l'action de la CIA et de Malko.

## Autour du roman
- Le titre est lié au fait que Simion Gourevich était lié à la Famille Eltsine, soupçonnée par Malko d'être à l'origine des attentats de Monaco et de Moscou, avec la complicité de Vladimir Poutine. Les attentats de septembre 1999 sont pour l'auteur des attentats politiques organisés par le Kremlin, qui veut relancer la guerre en Tchétchénie.
- Simion Gourevich évoque un oligarque russe très connu dans les années 1990, Boris Berezovsky.
- Le roman a été publié en janvier 2000 ; il a été rédigé courant septembre-octobre 1999 ; il n'évoque pas les élections législatives russes de décembre 1999, la démission de Boris Eltsine fin décembre 1999 et la nomination de Vladimir Poutine comme président par intérim.
- Dans l'histoire réelle, Ievgueni Primakov n'a jamais été élu président de la Russie en 2000 ; il s'est rallié à la candidature de Vladimir Poutine en février 2000.